# The Atheism Tapes
The Atheism Tapes é uma série de seis documentários para a televisão produzida por Jonathan Miller para a Rede BBC, em 2004. Cada um dos seis episódios traz um expoente de determinada área do conhecimento.

## Episódios
1. Filósofo inglês, Colin McGinn
2. Físico norte-americano, ganhador do prêmio Nobel, Steven Weinberg
3. Dramaturgo norte-americano, Arthur Miller
4. Biólogo inglês, Richard Dawkins
5. Teólogo britânico, Denys Turner
6. Filósofo norte-americano, Daniel Dennett